# Pieve di San Giovanni ad Alma
La pieve di San Giovanni ad Alma era un edificio religioso situato sulle ultime propaggini collinari nord-occidentali di Poggio Ballone, all'estremità sud-occidentale del territorio comunale di Scarlino. La sua esatta ubicazione era sulle sponde sud-occidentali di Poggio Castello, alla cui sommità sorgeva il perduto Castello di Alma.
Di origini medievali, la chiesa è citata per la prima volta in un documento datato 1055, anno in cui risultava appartenere all'Abbazia di San Bartolomeo a Sestinga. Nonostante il definitivo abbandono del non lontano castello verso la fine del XII secolo, la pieve rimase in funzione anche nelle epoche successive, almeno fino al Quattrocento. In seguito, l'edificio religioso fu probabilmente abbandonato a vantaggio delle non lontane pievi presenti nel territorio: le cause ed il periodo esatto della sua dismissione risultano tuttavia ancora ignoti. L'edificio religioso durante il Settecento si presentava già sotto forma di ruderi.
Della pieve di San Giovanni ad Alma sono state quasi interamente perse tutte le tracce, fatta eccezione per alcuni elementi architettonici e decorativi che sono visibili sulle facciate del complesso rurale presso il "Podere Marchi", tra i quali una colonna, un capitello ed alcuni conci di pietra di pregevole fattura. L'esatta ubicazione in cui sorgeva la chiesa, presso le pendici di Poggio Castello, è ben identificabile grazie ad alcuni documenti storici, tra cui anche mappe cartografiche della zona.